# Adrien Charles Deshommets de Martainville
Adrien Charles Deshommets de Martainville (5 mai 1783 à Rouen - 17 octobre 1847 à château de Sassetot), est un homme politique français, maire de Rouen de 1821 à 1830.

## Biographie
Issu d'une famille noble, Adrien Charles Deshommets nait le 5 mai 1783 à Rouen de Charles Gabriel Deshommets, seigneur de Martainville, mestre de camp de cavalerie et chevalier de l'ordre de Saint-Louis, et de Françoise Louise Bigot.
Le marquis de Martainville se marie le 30 brumaire an XIII (1804) à Rouen avec Marie Belhomme de Glatigny.
Il voit sa carrière politique émerger avec le retour des Bourbons. Député dès 1814, puis député de l'arrondissement d'Yvetot de 1824 à 1827, il est nommé maire de Rouen de 1821 à 1830.
C'est sous son mandat à la mairie de Rouen qu'ont été construits le pont de pierre, le cimetière monumental et l'église Saint-Paul. En 1828, il fonde le muséum d'histoire naturelle.
Il a été président du conseil général de Seine-Inférieure de 1825 à 1831.
Il est membre résident de l'Académie des sciences, belles-lettres et arts de Rouen en 1820 et membre de la Société centrale d'agriculture de Seine-Inférieure en 1820. Il est nommé chevalier de la Légion d'honneur en 1821.
Il est domicilié 5 rue du Moulinet (1804), 11 rue du Moulinet (1821) et au château de Sassetot (1847).
La Révolution de Juillet 1830 met fin à ses fonctions. Il se retire dans ses terres du pays de Caux. Il est inhumé au cimetière monumental de Rouen, qu'il avait créé.

## Distinctions
- Chevalier de la Légion d'honneur (1er mai 1821)

## Pour approfondir